# 如果30歲還是處男，似乎就能成為魔法師
《如果30歲還是處男，似乎就能成為魔法師》（日语：／）是日本一部耽美愛情喜劇題材漫畫，由豐田悠擔任作者。最初該作是在Twitter上成為熱門話題後才開始轉為連載作品。該作也被簡稱為“處男魔法、櫻桃魔法（チェリまほ）”。本作曾獲得“2019年度全國書店員工精選BL漫畫推薦”第1名的成績。

## 故事簡介
直到30歲還保持童貞的安達清終於擁有了“閱讀所觸及之人內心”的魔法。回到辦公室的安達不小心“讀”到了營業部同儕帥哥黑澤優一的內心，發現了他對自己的愛慕之情。

## 登場人物
- 「声」分別為廣播劇CD版 / TV動畫版、「演」為電視劇版。

安達清（聲：阿部敦 / 小林千晃、演：赤楚衛二）
本作男主角。公司事務員。在30歲到來時依舊保持了處男身份而因此獲得了“閱讀所觸及之人內心”的超能力，並透過超能力得知同期同事 黑澤優一 對他的愛慕之情。
黑澤優一（聲：佐藤拓也 / 鈴木崚汰、演：町田啟太）
與 安達清 為同期同事兼愛慕他，是公司內非常有能力兼帥氣的營業員。有關安達清的大小事都十分關注及了解。
柘植將人（聲：興津和幸 / 古川慎、演：浅香航大）
安達清從大學時代認識的好朋友。剛開始飼養一隻名為“烏冬”貓的戀愛小說作家。喜歡綿矢湊。
綿矢湊（聲：天崎滉平 / 佐藤元、演：優太朗）
熱舞社社員，與六角祐太為朋友，負責柘植將人所在地區的配送員，與柘植將人相戀。
六角祐太（聲：廣瀨裕也 / 白井悠介、演：草川拓彌）
新進公司的應屆畢業生。目標是成為有才幹的業務員。熱舞社前社員。
藤崎希（聲：關根明良 / 小清水亞美、演：佐藤玲）
公司同事，事務員。在漫畫裡的設定是腐女子。十分欣賞安達清，是公司內少有知道安達清及黑澤優一的關係，並支持他們的人。
黑澤茉莉（聲：生天目仁美 / 大地葉）
黑澤優一的姊姊，非常要強、任性、自食其力，常用特權把弟弟折騰得不輕。在男、女中都很受歡迎。
朝比奈（聲：安元洋貴）
株式會社豐川的營業部長，是擅長照顧人、可靠的前輩。
羽鳥
藤崎的朋友，供職秘書科。
須賀
藤崎的朋友，供職開發科。
松浦由紀子（聲：小平有希 / 演：阿南敦子）
安達清公司的客戶，能幹的女老闆。

## 出版書籍
| 卷數 | 史克威爾艾尼克斯 | 史克威爾艾尼克斯                                        | 青文出版社     | 青文出版社                                              | 備註                                                                                      |
| 卷數 | 發售日期         | ISBN                                                    | 發售日期       | ISBN                                                    | 備註                                                                                      |
| ---- | ---------------- | ------------------------------------------------------- | -------------- | ------------------------------------------------------- | ----------------------------------------------------------------------------------------- |
| 1    | 2018年9月7日     | ISBN 978-4-7575-5835-9                                  | 2019年11月7日  | ISBN 978-986-512-122-8                                  |                                                                                           |
| 2    | 2019年5月22日    | ISBN 978-4-7575-6127-4                                  | 2020年1月18日  | ISBN 978-986-512-191-4                                  | 同年6月1日在新宿舉辦了紀念發售簽名會。                                                    |
| 3    | 2019年11月22日   | ISBN 978-4-7575-6390-2                                  | 2020年6月4日   | ISBN 978-986-512-360-4                                  |                                                                                           |
| 4    | 2020年5月22日    | ISBN 978-4-7575-6649-1 ISBN 978-4-7575-6650-7（特裝版） | 2020年11月16日 | ISBN 978-986-512-599-8                                  | 特裝版附贈《腐女們的純愛妄想小冊子》。                                                    |
| 5    | 2020年10月22日   | ISBN 978-4-7575-6906-5                                  | 2020年12月25日 | ISBN 978-986-512-886-9（限定版）                        |                                                                                           |
| 6    | 2020年12月22日   | ISBN 978-4-7575-6979-9                                  | 2021年3月11日  | ISBN 978-986-512-935-4 ISBN 978-986-512-949-1（限定版） | 限定版附贈精美L夾。                                                                       |
| 7    | 2021年4月22日    | ISBN 978-4-7575-7203-4 ISBN 978-4-7575-7204-1（特裝版） | 2021年8月5日   | ISBN 978-626-303-504-1 ISBN 978-626-303-505-8（限定版） | 特裝版附贈《戀愛中的男人們的純愛妄想小冊子》。                                            |
| 8    | 2021年10月21日   | ISBN 978-4-7575-7501-1 ISBN 978-4-7575-7500-4（特裝版） | 2022年9月1日   | ISBN 978-626-322-600-5 ISBN 978-626-322-601-2（限定版） | 特裝版附贈《純愛小冊子》。                                                                |
| 9    | 2022年3月22日    | ISBN 978-4-7575-7831-9                                  | 2023年1月17日  | ISBN 978-626-322-833-7 ISBN 978-626-322-834-4（限定版） | 特裝版附贈8P小冊子                                                                        |
| 10   | 2022年4月21日    | ISBN 978-4-7575-7853-1 ISBN 978-4-7575-7854-8（特裝版） | 2023年1月17日  | ISBN 978-626-340-504-2 ISBN 978-626-340-505-9（限定版） | 特裝版附贈《純愛(ピュアラブ)Wedding Book》。                                              |
| 11   | 2022年11月22日   | ISBN 978-4-7575-8265-1 ISBN 978-4-7575-8266-8（特裝版） | 2023年11月6日  | ISBN 978-626-362-426-9 ISBN 978-626-362-427-6（限定版） | 特裝版附贈《純愛(ピュアラブ)Wedding After Party-Just married》。                          |
| 12   | 2023年7月22日    | ISBN 978-4-7575-8670-3 ISBN 978-4-7575-8671-0（特裝版） | 2024年4月3日   | ISBN 978-626-383-253-4 ISBN 978-626-383-254-1（限定版） | 特裝版附贈《恋する男たちの純愛(ピュアラブ)交換日記小冊子》。                              |
| 13   | 2023年12月21日   | ISBN 978-4-7575-8968-1                                  | 2025年1月3日   | ISBN 978-626-399-878-0 ISBN 978-626-399-877-3（限定版） | 特裝版附贈《恋する男たちの純愛(ピュアラブ)交換日記小冊子》。 台版限定版附錄：晶炫4P小冊子 |
| 14   | 2024年4月22日    | ISBN 978-4-7575-9025-0 ISBN 978-4-7575-9026-7（特裝版） |                |                                                         | 特裝版附贈廣播劇CD 30歳まで売れないとアイドルになれるらしい。                             |
| 15   | 2025年1月21日    | ISBN 978-4-7575-9581-1 ISBN 978-4-7575-9582-8（特裝版） |                |                                                         | 特裝版附贈純愛カップルアルバム小冊子。                                                    |

## 電視動畫

### 主題曲
片頭曲はじめては全部君がいい
作詞：，作曲：，編曲、主唱：
片尾曲マジカルラブ
作詞、作曲、編曲：栗原曉、中村瑛彦，主唱：安達清＆黑澤優一（小林千晃、鈴木崚汰）

### 各話列表
| 話數 | 劇本     | 分鏡       | 演出       | 作畫監督                                                                             | 總作畫監督         | 首播日期       |
| ---- | -------- | ---------- | ---------- | ------------------------------------------------------------------------------------ | ------------------ | -------------- |
| 1    | 金春智子 | 奥田佳子   | 江副仁美   | 黑岩裕美、李少雷、澤井真紀、伊藤亞矢子、今井雅美                                     | 不適用             | 2024年 1月10日 |
| 2    | 平見瞠   | 宮崎渚     | 新井美穗   | 石本英治、原田峰文、臼田美夫、鈴木春香                                               | 石本英治           | 1月17日        |
| 3    | 富田賴子 | 榎本守     | 間島崇寬   | 郷敏治、Echo Animation                                                               | 不適用             | 1月24日        |
| 4    | 金春智子 | 赤根和樹   | 佐藤英一   | 伊藤亞矢子、澤井真紀、今井雅美、 福江光惠、盛刚、胡慶丹、choi mi ja（料理）          | 黑岩裕美、長尾波奈 | 1月31日        |
| 5    | 平見瞠   | 赤根和樹   | 佐藤茶子   | 小見川美穗、戶川克洋                                                                 | 不適用             | 2月7日         |
| 6    | 富田賴子 | 鄉敏治     | 安藤貴史   | 黑翼冰嵐、河野惠子、石田充知子、百代、Rozuberry、何燁、羅小益                        | 不適用             | 2月14日        |
| 7    | 金春智子 | 大嶋博之   | 徐傳峰     | 飯飼一幸、柳瀬譲二、鈴木幸江、李少雷、伊藤亞矢子                                     | 不適用             | 2月21日        |
| 8    | 平見瞠   | 康村谅     | 康村谅     | 王斌、胡庆丹、福江光惠、樱井拓郎、Echo Animation                                     | 柳濑让二、泽井真纪 | 2月28日        |
| 9    | 富田賴子 | 高島友也   | 大久保唯男 | 旨汁、岡田雅人、金炅垠、森悅史、長城動畫 無錫亮度塗鴉文化傳媒有限公司、 、、吉岡敏幸 | 不適用             | 3月6日         |
| 10   | 平見瞠   | 吉田里紗子 | 阿部雅司   | 原田峰文、臼田美夫、志賀道憲、吳曉萊、鈴木春香                                       | 石本英治           | 3月13日        |
| 11   | 金春智子 | 赤根和樹   | 江副仁美   | 藤優子、鈴木幸江、吉岡敏幸、李少雷、大河廣行                                         | 黑岩裕美           | 3月20日        |
| 12   | 金春智子 | 康村谅     | 康村谅     | 鄉敏治、澤井真紀、伊藤亞矢子、柳瀨讓二、 吉岡敏幸、鈴木幸江、李少雷、黑岩裕美        | 不適用             | 3月27日        |

### BD
| 卷數 | 發行日期      | 收錄話數       | 規格編號     |
| ---- | ------------- | -------------- | ------------ |
| 上   | 2024年3月27日 | 第1話 - 第6話  | EYXA-14313/4 |
| 下   | 2024年5月29日 | 第7話 - 第12話 | EYXA-14315/6 |

## 廣播劇CD
2019年10月，Frontier Works推出了《如果30歲還是處男，似乎就能成為魔法師》的廣播劇CD。

### 配音列表
主要角色的配音名單請參見登場人物章節中的廣播劇配音名單，此處列舉的是本廣播劇的其他配音員。
- 旁白：利根健太朗[b]
- 社長：野瀨育二
- 課長：上田燿司
- 女性社員：風間万裕子
- 男性社員：近藤雄介（日语：近藤雄介 (俳優)）

### 製作團隊
- 編劇：白瀧由裕
- 工程師：成田一明
- 助理工程師：白川光 / 太田泰明
- 配音導演：關根奈美
- 配音效果：北方將實
- 配音製作：Esther Seven
- 配音製作主管：北垣貴司
- 錄音工作室：Studio Jumo
- 製作人：松澤博
- 執行製作人：辻政英

### 產品編號
| 發行日期       | 品番規格  | 日本商品編碼      |
| -------------- | --------- | ----------------- |
| 2019年10月23日 | FFCL-0035 | JAN 4571436944542 |

## 電視劇
《如果30歲還是處男，似乎就能成為魔法師》電視劇自2020年10月9日起在東京電視網的“週四25時劇場”播出，由初次擔任電視劇主演的赤楚衛二飾演男主角。故事的背景被設置在一家名為“豐川”的文具公司。台灣由KKTV獨家同步播出。香港由hmvod獨家同步播出。
電影版於2022年4月8日上映。

### 演員名單
- 安達清：赤楚衛二
- 黑澤優一：町田啓太
- 柘植将人：浅香航大
- 綿矢湊：优太朗
- 六角祐太：草川拓弥（超特急）
- 藤崎希：佐藤玲
- 浦部健吾：鈴之助
- 社員：友咲圓、栗原沙也加、加藤大騎、名倉七海、大野淳基、瀧山博之、岡田賢飛、木村新吾、影山真子、佐佐木大芽、壹之家金之介、関口健太、中谷隆史、前岡唯、伴智史、岩本澪、桃井八重、杏香里、相田雄一郎、宮森右京

### 工作人員
- 原作：豐田悠（「ガンガンpixiv」連載）
- 導演：風間太樹、湯淺弘章、林雅貴
- 編劇：吉田惠里香、おかざきさとこ
- 主題曲：Omoinotake「產聲」（NEON RECORDS）
- 片尾曲：DEEP SQUAD「Good Love Your Love」（日本索尼音樂娛樂）
- 配樂：堀口純香
- 製作人：本間かなみ（東京電視台）、井原梓（東京電視台）、熊谷理恵（大映電視台）
- 製作：東京電視台、大映電視
- 製作單位：「如果30歲還是處男，似乎就能成為魔法師」製作委員會

### 外景場地
- 夢之大橋（東京都江東區青梅）：片尾曲中安達與黒澤一起散步的地方
- 國際展示場站（東京都江東區有明）：黒澤向安達告白的地方
- m BAY POINT幕張（千葉縣千葉市美濱區中瀬）：通勤時的安達發現自身魔法而慌亂的地方
- レアールつくの商店街（神奈川縣横濱市鶴見區）：安達常光顧的飯團美食車所停泊的商店街
- 金澤乃家神谷町MT大廈店（東京都港區虎之門）：玩國王遊戲而被黑澤親額頭的安達所在的居酒屋
- 居酒屋たつみや（東京都目黒區下目黒）：第二集與親友柘植相討魔法和黑澤對自己的情感
- 東京都大田区東雪谷の坂道（東京都目黒區下目黒）：第一集開頭安達推單車的斜坡
- 富士soft秋葉原大廈（東京都目黒區下目黒）：第一集黑澤幫安達圍圍巾、第五集黑澤對病倒的安達做公主抱
- 埼玉さぎ山記念公園（埼玉縣埼玉市）：第七集七年前的黑澤愛上安達的公園
- 所澤Muse（埼玉縣所澤市）：第八集湊練習跳舞的場地
- 東京巨蛋城・LaQua（東京都文京區）：第十集黑澤和安達練習約會的遊樂場

### 播放日程
| 話数   | 播放日期 | 副標題 | 專欄 | 脚本           | 監督     | 改編原作                                    |
| ------ | -------- | ------ | ---- | -------------- | -------- | ------------------------------------------- |
| 第1話  | 10月9日  |        |      | 吉田恵里香     | 風間太樹 | 1話                                         |
| 第2話  | 10月16日 |        |      | 吉田恵里香     | 風間太樹 | 2話、2.5話、3話                             |
| 第3話  | 10月23日 |        |      | 吉田恵里香     | 湯浅弘章 | 4話、5話、柘植編、7話                       |
| 第4話  | 10月30日 |        |      | 吉田恵里香     | 湯浅弘章 | 8話、9話                                    |
| 第5話  | 11月6日  |        |      | おかざきさとこ | 林雅貴   | 4話、10話、柘植編その(2)                    |
| 第6話  | 11月13日 |        |      | おかざきさとこ | 林雅貴   | 11話、柘植編その(2)、12話、13話、14話、15話 |
| 第7話  | 11月20日 |        |      | 吉田恵里香     | 風間太樹 | 黒沢編、16話、17話                          |
| 第8話  | 11月27日 |        |      | 吉田恵里香     | 風間太樹 |                                             |
| 第9話  | 12月4日  |        |      | おかざきさとこ | 湯浅弘章 |                                             |
| 第10話 | 12月11日 |        |      | おかざきさとこ | 湯浅弘章 |                                             |
| 第11話 | 12月18日 |        |      | 吉田恵里香     | 風間太樹 |                                             |
| 第12話 | 12月25日 |        |      | 吉田恵里香     | 風間太樹 |                                             |

### 播放電視台
| 播放日期                | 播放時間               | 播放電視台   | 對象地區   | 聯播網、備註 |
| ----------------------- | ---------------------- | ------------ | ---------- | ------------ |
| 2020年10月9日－12月25日 | 星期五 午前1:00 - 1:30 | 東京電視台   | 關東廣域圈 | 制作電視台   |
| 2020年10月9日－12月25日 | 星期五 午前1:00 - 1:30 | 大阪電視台   | 大阪府     |              |
| 2020年10月9日－12月25日 | 星期五 午前1:00 - 1:30 | 愛知電視台   | 愛知県     |              |
| 2020年10月14日－        | 星期三 午前0:00 - 0:30 | BS东视       | 日本全域   |              |
| 2020年11月18日－        | 星期三 午前1:00 - 1:30 | 熊本放送     | 熊本縣     |              |
| 2020年11月19日－        | 星期四 午前2:22 - 2:52 | 和歌山電視台 | 和歌山縣   |              |

## 電影
為上述電視劇的續集，電影於2022年4月8日於日本首映。

### 演員名單
- 安達清：赤楚衛二
- 黒沢優一：町田啓太
- 柘植将人：浅香航大
- 綿矢湊：优太朗
- 六角祐太：草川拓弥（超特急）
- 藤崎希：佐藤玲
- 浦部健吾：鈴之助
- 楠本：松尾諭
- 安達的父親：遠山俊也
- 安達的母親：榊原郁恵
- 黒沢的父親：鶴見辰吾
- 黒沢的母親：松下由樹

### 工作人員
- 導演：風間太樹
- 編劇：坂口理子
- 音樂：堀口純香
- 主題曲：Omoinotake「心音」（日本索尼音樂娛樂）
- 插曲：DEEP SQUAD「Gimme Gimme」
- 製作人：本間かなみ、井原梓、熊谷理恵
- 攝影：飯田佳之
- 燈光：谷本幸治
- 錄音：石寺健一
- 美術：伊藤圭哉
- 裝飾：岩本智弘
- 造型師：白石妙子
- 髮型：金山貴成
- 編輯：加藤ひとみ
- 副導演：松下洋平
- 製作人：碓井祐介
- 發行商：アスミック・エース
- 製作：テレビ東京、ラフ・アット
- 製片商：「電影版 如果30歲還是處男，似乎就能成為魔法師」製作委員会（テレビ東京、スクウェア・エニックス、アスミック・エース、ソニー・ミュージックエンタテインメント）

## 相關商品
- “如果30歲還是處男，似乎就能成為魔法師”LINE貼圖[28]

## 翻拍
- 如果30歲還是處男，似乎就能成為魔法師 (泰國電視劇)

### 腳註
1. ↑  是的日語讀音，而在英語中有“童貞”、“處男”等含義；而就是日語中的讀音。
2. ↑  參見廣播劇CD附贈小冊子上的說明。

### 出典
1. ↑  . 日本出版販売株式会社.   [2020-10-23]. （原始内容存档于2022-06-13）.
2. ↑  . 東京電視台.   [2020-10-23]. （原始内容存档于2020-11-07）.
3. 1 2  . コミックナタリー. コミックナタリー編集部.   [2024-01-15]. （原始内容存档于2023-07-14）.
4. 1 2  . アニメイトタイムズ. アニメイトタイムズ.   [2024-01-15]. （原始内容存档于2023-10-13）.
5. 1 2 3 4  . 電撃オンライン. 電撃オンライン.   [2024-01-15]. （原始内容存档于2023-12-15）.
6. ↑  . Natelie.   [2020-10-23]. （原始内容存档于2020-10-26）.
7. ↑  . 日販 ほんのひきだし編集部.   [2020-10-23]. （原始内容存档于2020-10-26）.
8. ↑  . Natelie.   [2020-10-23]. （原始内容存档于2020-10-23）.
9. ↑  . コミックナタリー. ナターシャ. 2019-04-05  [2020-10-14]. （原始内容存档于2020-10-21）.
10. ↑  . Natelie.   [2020-10-23]. （原始内容存档于2021-02-03）.
11. ↑  . Natelie.   [2020-10-23]. （原始内容存档于2020-10-23）.
12. ↑  . Natelie.   [2020-10-23]. （原始内容存档于2020-11-01）.
13. ↑  . ほんのひきだし. 日本出版販売. 2020-12-22  [2020-12-24]. （原始内容存档于2021-01-19）.
14. ↑  . Natalie (網站).   [2021-08-04]. （原始内容存档于2021-08-04）.
15. ↑  .   [2021-08-04]. （原始内容存档于2021-08-13）.
16. ↑  .   [2022-03-22]. （原始内容存档于2022-03-22）.
17. ↑  .   [2022-04-21]. （原始内容存档于2022-04-21）.
18. ↑  .   [2024-06-25]. （原始内容存档于2024-06-25）.
19. ↑  .   [2024-06-25]. （原始内容存档于2024-06-25）.
20. ↑  .   [2024-06-25]. （原始内容存档于2024-06-25）.
21. ↑  .   [2024-06-25]. （原始内容存档于2024-06-25）.
22. ↑  .   [2025-02-16]. （原始内容存档于2025-02-16）.
23. ↑  . PASH! PLUS.   [2020-10-24]. （原始内容存档于2020-11-16）.
24. ↑  . animate Times.   [2020-10-24]. （原始内容存档于2020-12-07）.
25. ↑  . MANTAN Broad（日语：ようかいシェアハウス）.   [2020-10-23]. （原始内容存档于2020-10-22）.
26. ↑  . ムビッチ. 2021-11-28  [2022-02-10]. （原始内容存档于2021-11-30） （日语）.
27. ↑  . 巴哈姆特電玩資訊站.   [2022-02-10]. （原始内容存档于2022-05-11）.
28. ↑  . Natelie.   [2020-10-23]. （原始内容存档于2020-12-07）.

## 外部連結
- 《如果30歲還是處男，似乎就能成為魔法師 （页面存档备份，存于）》漫畫在Pixiv Comic上（日語）
- 《如果30歲還是處男，似乎就能成為魔法師 （页面存档备份，存于）》電視劇在東京電視台上（日語）
- 《如果30歲還是處男，似乎就能成為魔法師》電視劇的X（前Twitter）
- 互联网电影数据库（IMDb）上《如果30歲還是處男，似乎就能成為魔法師》的资料（英文）電視劇
- 互联网电影数据库（IMDb）上《如果30歲還是處男，似乎就能成為魔法師》的资料（英文）電影版